# Петровська міська рада
Петро́вська міська́ ра́да — орган місцевого самоврядування у складі Краснолуцької міської ради Луганської області. Адміністративний центр — місто Петровське.

## Загальні відомості
- Петровська міська рада утворена в 1963 році.
- Територія ради: 23,23 км²
- Населення ради: 16 385 осіб (станом на 2001 рік)

## Населені пункти
Міській раді підпорядковані населені пункти:
- м. Петровське
- смт Федорівка
- с-ще Буткевич
- с-ще Вергулівське
- с. Воскресенівка

## Склад ради
Рада складається з 36 депутатів та голови.
- Голова ради:
- Секретар ради: Бойко Віктор Вікторович

### Керівний склад попередніх скликань
| ПІБ                          | Основні відомості                                  | Дата обрання | Дата звільнення |
| ---------------------------- | -------------------------------------------------- | ------------ | --------------- |
| Філатов Володимир Михайлович | Міський голова, 1952 року народження, безпартійний | 26.03.2006   | 23.03.2009      |

Примітка: таблиця складена за даними джерела

### Депутати
За результатами місцевих виборів 2010 року депутатами ради стали:

#### За суб'єктами висування
| Суб'єкт висування                        | Кількість обраних депутатів | %    |
| ---------------------------------------- | --------------------------- | ---- |
| Партія регіонів                          | 26                          | 72,2 |
| Комуністична партія України              | 4                           | 11,1 |
| Народна партія                           | 4                           | 11,1 |
| Політична партія «Сильна Україна»        | 1                           | 2,8  |
| Прогресивна соціалістична партія України | 1                           | 2,8  |

#### За округами
| № округу                                 | Прізвище, ім'я, по батькові       | Дата визнання обраним | Освіта         | Партійна приналежність                  | Відомості про обраного депутата                                                                            |
| ---------------------------------------- | --------------------------------- | --------------------- | -------------- | --------------------------------------- | --- |
| Комуністична партія України              |                                   |                       |                |                                         | |
| б/м                                      | Черпаков Анатолій Кузьмич         | 02.11.2010            | Освіта вища    | член Комуністичної партії України       | пенсіонер                                                                                                  |
| б/м                                      | Шамсутдінов Каміль Кашфієвич      | 02.11.2010            | Освіта вища    | позапартійний                           | ХКО ім Г. І. Петровського, головний технолог                                                               |
| б/м                                      | Дмитренко Василь Іванович         | 02.11.2010            | Освіта середня | член Комуністичної партії України       | Лікарня м. Петровське, завгосп                                                                             |
| 8                                        | Адров Валерій Валентинович        | 02.11.2010            | Освіта середня | член Комуністичної партії України       | пенсіонер                                                                                                  |
| Народна Партія                           |                                   |                       |                |                                         | |
| б/м                                      | Ступін Олександр Леонідович       | 02.11.2010            | Освіта вища    | позапартійний                           | Палац культури ім. Г. І. Петровського, директор                                                            |
| 2                                        | Єрмоленко Віктор Костянтинович    | 02.11.2010            | Освіта вища    | член Народної партії                    | пенсіонер                                                                                                  |
| 6                                        | Василенко Костянтин Володимирович | 02.11.2010            | Освіта вища    | член Народної партії                    | ОСББ «Фенікс», голова правління                                                                            |
| 7                                        | Голубченко Людмила Олексіївна     | 02.11.2010            | Освіта вища    | член Народної партії                    | ПП Голубченко, підприємець                                                                                 |
| Партія регіонів                          |                                   |                       |                |                                         | |
| б/м                                      | Бойко Василь Вікторович           | 02.11.2010            | Освіта вища    | член Партії регіонів                    | приватне підприємство, керівник                                                                            |
| б/м                                      | Рассоха Наталія Володимирівна     | 02.11.2010            | Освіта вища    | член Партії регіонів                    | загальноосвітня школа № 36, вчитель                                                                        |
| б/м                                      | Горошков Володимир Веніамінович   | 02.11.2010            | Освіта вища    | член Партії регіонів                    | ХКО ім. Г. І. Петровського, головний механік                                                               |
| б/м                                      | Булишев Валерій Іванович          | 02.11.2010            | Освіта вища    | член Партії регіонів                    | пенсіонер                                                                                                  |
| б/м                                      | Ликова Олена Анатоліївна          | 02.11.2010            | Освіта вища    | член Партії регіонів                    | ХКО ім. Г. І. Петровського, юрист-консульт                                                                 |
| б/м                                      | Бойко Віктор Вікторович           | 02.11.2010            | Освіта вища    | член Партії регіонів                    | Аптека № 1 м. Петровськк, бухгалтер                                                                        |
| б/м                                      | Пендюра Галина Дмитрівна          | 02.11.2010            | Освіта середня | член Партії регіонів                    | пенсіонер                                                                                                  |
| б/м                                      | Бойко Тетяна Василівна            | 02.11.2010            | Освіта вища    | член Партії регіонів                    | пенсіонер                                                                                                  |
| б/м                                      | Ковальов Петро Олександрович      | 02.11.2010            | Освіта середня | член Партії регіонів                    | Локомотивне депо Дебальцеве- пасажирське, машиніст тепловоза                                               |
| б/м                                      | Ісмаілов Артур Рауфович           | 02.11.2010            | Освіта вища    | член Партії регіонів                    | тимчасово не працює                                                                                        |
| б/м                                      | Саакова Олена Іванівна            | 02.11.2010            | Освіта вища    | член Партії регіонів                    | загальноосвітня школа № 36, вчитель                                                                        |
| б/м                                      | Драгунов Сергій Миколайович       | 02.11.2010            | Освіта вища    | член Партії регіонів                    | приватний підприємець                                                                                      |
| 1                                        | Маслов Олександр Вікторович       | 02.11.2010            | Освіта вища    | член Партії регіонів                    | ХКОІм. Г. І. Петровського, начальник відділу цивільної оборони                                             |
| 3                                        | Мельник Тетяна Григоріївна        | 02.11.2010            | Освіта вища    | член Партії регіонів                    | Петровський професійний ліцей, директор                                                                    |
| 4                                        | Янчуковський Олег Олексійович     | 02.11.2010            | Освіта вища    | член Партії регіонів                    | ХКОІм. Г. І. Петровського, майстер                                                                         |
| 5                                        | Клімова Людмила Миколаївна        | 02.11.2010            | Освіта середня | член Партії регіонів                    | пенсіонер                                                                                                  |
| 9                                        | Бакаліна Нінель Федорівна         | 02.11.2010            | Освіта середня | член Партії регіонів                    | пенсіонер                                                                                                  |
| 10                                       | Вахрушева Марина Олексіївна       | 02.11.2010            | Освіта середня | член Партії регіонів                    | Дебальцівська станція залізничних перевезень, чергова                                                      |
| 11                                       | Макаров Вадим Сергійович          | 02.11.2010            | Освіта вища    | позапартійний                           | Штерівський виправний центр, молодший інспектор                                                            |
| 12                                       | Аббасов Олександр Михайлович      | 02.11.2010            | Освіта вища    | член Партії регіонів                    | ТОВ «Житниця», директор                                                                                    |
| 13                                       | Компанієць Лариса Вікторівна      | 02.11.2010            | Освіта вища    | член Партії регіонів                    | Петровський професійний ліцей, заступник директора                                                         |
| 14                                       | Гальченко Надія Михайлівна        | 02.11.2010            | Освіта середня | член Партії регіонів                    | Об'єднання співвласників багатоповерхового будинку, голова                                                 |
| 15                                       | Уманцева Валентина Іванівна       | 02.11.2010            | Освіта вища    | член Партії регіонів                    | Петровське відділення Краснолуцького управління праці та соціального захистунаселення, керівник відділення |
| 16                                       | Антонова Світлана Анатоліївна     | 02.11.2010            | Освіта вища    | член Партії регіонів                    | Комунальна установа «Комплекс спортивних споруд», чергова                                                  |
| 17                                       | Бібяков Карибула Абдулович        | 02.11.2010            | Освіта середня | член Партії регіонів                    | ХКО ім. Г. І. Петровського, начальник цеху                                                                 |
| 18                                       | Тараканов Євген Іванович          | 02.11.2010            | Освіта вища    | член Партії регіонів                    | загальноосвітня школа № 22, директор                                                                       |
| Політична партія «Сильна Україна»        |                                   |                       |                |                                         | |
| б/м                                      | Григор'єв Олексій Вікторович      | 02.11.2010            | Освіта вища    | член Політичної партії «Сильна Україна» | тимчасово не працює                                                                                        |
| Прогресивна соціалістична партія України |                                   |                       |                |                                         | |
| б/м                                      | Манаков Микола Миколайович        | 02.11.2010            | Освіта вища    | позапартійний                           | Комунальне підприємство «Благоустройство», директор                                                        |